# Zythos rooki
Zythos rooki är en fjärilsart som beskrevs av Louis Beethoven Prout 1938. Zythos rooki ingår i släktet Zythos och familjen mätare. Inga underarter finns listade i Catalogue of Life.